# Цесажовиці (Сьредський повіт)
Цесажовиці (пол. Cesarzowice, нім. Zieserwitz) — село в Польщі, у гміні Шрода-Шльонська Сьредського повіту Нижньосілезького воєводства.
Населення — 412 осіб (2011).
У 1975-1998 роках село належало до Вроцлавського воєводства.

## Демографія
Демографічна структура станом на 31 березня 2011 року:
|          | Загалом | Допрацездатний вік | Працездатний вік | Постпрацездатний вік |
| -------- | ------- | ------------------ | ---------------- | -------------------- |
| Чоловіки | 201     | 47                 | 134              | 20                   |
| Жінки    | 211     | 39                 | 127              | 45                   |
| Разом    | 412     | 86                 | 261              | 65                   |